# Statystyka kwalitatywna
Statystyka kwalitatywna – termin promowany przez Andrzeja Góralskiego na określenie działu statystyki matematycznej zajmującego się statystyczną analizą danych jakościowych.